# Снядинский сельсовет
Снядинский сельсовет — упразднённая административная единица на территории Петриковского района Гомельской области Республики Беларусь.

## Состав
Снядинский сельсовет включал 5 населённых пунктов:
- Белин — деревня.
- Мордвин — деревня.
- Снядин — деревня.
- Судибор — деревня.
- Торгошин — деревня.